# Petteri Orpo
Antti Petteri Orpo (ur. 3 listopada 1969 w Köyliö) – fiński polityk, poseł do Eduskunty, działacz i od 2016 lider Partii Koalicji Narodowej, w latach 2014–2015 minister rolnictwa i leśnictwa, od 2015 do 2016 minister spraw wewnętrznych, w latach 2016–2019 minister finansów, od 2017 do 2019 jednocześnie wicepremier, w 2023 przewodniczący parlamentu, od 2023 premier Finlandii.

## Życiorys
W 1989 zdał egzamin maturalny, w 2002 uzyskał magisterium z nauk społecznych na Uniwersytecie w Turku. W latach 1994–1996 był sekretarzem generalnym uczelnianej organizacji studenckiej, w latach 1997–1998 pełnił funkcję sekretarza generalnego krajowego związku studentów. Później zatrudniony jako etatowy pracownik Partii Koalicji Narodowej (dyrektor regionu Finlandia Południowo-Zachodnia i zastępca sekretarza partii), a także jako doradca ministra spraw wewnętrznych i dyrektor ds. biznesowych w centrum edukacji dorosłych w Turku.
Wybierany do rady miejskiej w Turku i do rady regionu. W 2007 po raz pierwszy uzyskał mandat deputowanego do Eduskunty. W 2011 z powodzeniem ubiegał się o reelekcję. W 2012 stanął na czele frakcji poselskiej swojego ugrupowania. W 2014 powołany na urząd ministra rolnictwa i leśnictwa w rządzie Alexandra Stubba. W 2015 wybrany do fińskiego parlamentu na kolejną kadencję. 29 maja tegoż roku wszedł w skład nowego gabinetu Juhy Sipili jako minister spraw wewnętrznych.
11 czerwca 2016 został wybrany na nowego przewodniczącego Partii Koalicji Narodowej, pokonując ubiegającego się o reelekcję Alexandra Stubba. 22 lipca tegoż roku zastąpił Alexandra Stubba również na urzędzie ministra finansów. 28 czerwca 2017 dodatkowo objął stanowisko wicepremiera.
W wyborach w 2019 utrzymał mandat deputowanego. Jego ugrupowanie nie znalazło się w kolejnej koalicji rządowej, w czerwcu 2019 Petteri Orpo zakończył pełnienie funkcji wicepremiera i ministra. W 2023 z powodzeniem ubiegał się o poselską reelekcję, Partia Koalicji Narodowej zajęła wówczas pierwsze miejsce, zwiększając o 10 miejsc swoją parlamentarną reprezentację. W kwietniu 2023 został przewodniczącym Eduskunty.
Jako lider zwycięskiej formacji prowadził rozmowy koalicyjne. Po kilku tygodniach ogłoszono zawarcie porozumienia między Kok., prawicową Partią Finów, Szwedzką Partią Ludową oraz Chrześcijańskimi Demokratami. 20 czerwca 2023 Eduskunta zatwierdziła Petteriego Orpa na stanowisku premiera. Tego samego dnia jego gabinet został zaprzysiężony przez prezydenta Sauliego Niinistö, rozpoczynając tym samym urzędowanie.

## Odznaczenia
- Krzyż Wielki Orderu Białej Róży Finlandii (2024)[13]
- Medal Sotilasansiomitali[14]
- Krzyż Wielki Krzyża Zasługi Sportowej (2022)[15]
- Krzyż Wielki Orderu Zasługi Rzeczypospolitej Polskiej (Polska, 2015)[16]
- Krzyż Wielki Orderu Danebroga (Dania, 2025)[17]